# Yeonpyeong
Đảo Yeonpyeong (Hangul: 연평도, chữ Hán: 延坪島 - Diên Bình Đảo) là một nhóm đảo thuộc chủ quyền Hàn Quốc trong biển Hoàng Hải, nằm cách thành phố Incheon về phía Tây khoảng 80 km nhưng chỉ cách 12 km bờ biển phía nam tỉnh Hwanghae thuộc Cộng hòa Dân chủ Nhân dân Triều Tiên. Đảo chính trong nhóm đảo này là Daeyeonpyeong, cũng được gọi chung là Yeonpyeong, có diện tích 7,01 km² và dân số 1.176 người (1999). Các đảo khác là Soyeonpyeong cũng có người ở với diện tích là 0,24 km².
Nhóm đảo tạo thành Myeon-Yeonpyeong, một trong những phân khu của huyện Ongjin, Incheon, Hàn Quốc.
Yeonpyeong nằm gần biên giới với Cộng hòa Dân chủ Nhân dân Triều Tiên, chỉ cách bờ biển của Bắc Triều Tiên chỉ 12 km. Do vị trí chiếm ngữ ngư trường nhiều cá của vùng biển, Yeonpyeong là mối căng thẳng giữa hai chính phủ Bắc Triều Tiên và Hàn Quốc. Phía Hàn Quốc duy trì lực lượng khoảng 1.000 binh sĩ đóng trên các đảo. Đã có hai vụ đụng độ hải quân xảy ra vào các năm 1999 và 2002.
Đảo Yeonpyeong nổi tiếng với cua Kumouuri - một đặc sản cua ngon không có sẵn ở những nơi khác của Hàn Quốc.
Ngày 23 tháng 11 năm 2010, CHDCND Triều Tiên pháo kích gần 200 quả đạn pháo vào nhóm đảo Yeonpyeong, gây thương tích hai thường dân và làm hư hại hàng chục ngôi nhà. Hai thủy quân lục chiến Hàn Quốc đã được báo cáo là thiệt mạng trong các vụ pháo kích với ba người khác bị thương.